# Черваро (Терамо)
Черваро (итал. Cervaro) је насеље у Италији у округу Терамо, региону Абруцо.
Према процени из 2011. у насељу је живело 15 становника. Насеље се налази на надморској висини од 856 м.